# Fundacja im. Lesława A. Pagi
Fundacja im. Lesława A. Pagi – polska organizacja non-profit, która wspiera rozwój młodych liderów poprzez edukację, mentoring i budowanie społeczności absolwentów. Fundacja prowadzi programy edukacyjne w obszarach takich jak finanse, energetyka, ochrona zdrowia, ESG i transformacja przemysłowa. Organizowane programy stanowią przestrzeń nie tylko edukacyjną, ale i rozwojową dzięki współpracy z liderami biznesu w strategicznych sektorach polskiej gospodarki - fundacja zapewnia przekazywanie praktycznej wiedzy dzięki współpracy z ekspertami, osobami zarządzającymi w organizacjach, wspólnie z nimi rozwijając kompetencje liderskie młodego pokolenia oraz swoich absolwentów. 
Patronem Fundacji jest Lesław A. Paga – współtwórca rynku kapitałowego w Polsce.

## Historia
Fundacja została założona 10 grudnia 2003 roku przez żonę i córkę patrona, Ewę Pagę i Paulinę Pagę oraz firmę Deloitte & Touche Sp. z o.o. pod nazwą Fundacja 2065 im. Lesława A. Pagi. W 2014 roku zmieniła nazwę na obecną – Fundacja im. Lesława A. Pagi. Fundacja stanowi kontynuację misji życia Lesława A. Pagi, którą było wspieranie młodych liderów w rozwoju.
- W 2006 roku Fundacja uruchomiła swój pierwszy program edukacyjny – Akademię Liderów Rynku Kapitałowego, aby w sposób praktyczny rozwijać kompetencje studentów z polskich uczelni wyższych. W tym okresie przyznawano także m.in. Stypendium im. Lesława A. Pagi (obecnie wygaszone).

Na przestrzeni lat Fundacja dostrzegając potrzebę rozwoju liderów innych obszarów gospodarki stworzyła kolejne programy.
- 2011 - powstała Akademia Energii, obecnie Akademia Liderów Energii – program rozwojowo edukacyjny skierowany do przyszłych liderów branży energetycznej. Adresatami Akademii stali się studenci i absolwenci do 26. roku życia, którzy są związani z kierunkami takimi jak: energetyczna, inżyniera naftowa i gazownicza, ochrona środowiska, prawo, mechanika i budowa maszyn energetycznych, a nawet stosunki międzynarodowe i globalny biznes.
- 2013 – zainaugurowano projekt Liderzy Ochrony Zdrowia (obecnie Akademia Liderów Ochrony Zdrowia),
- 2017 – rozpoczęła działalność Akademia Liderek Biznesu (obecnie Akademia Liderek i Liderów ESG),
- 2022 – powołano Advisory Board oraz Komitet Alumnów, Partnerem Strategicznym została TDJ Foundation,
- 2023 – funkcję prezeski zarządu objęła Marta Płowiec, zastępując Ewę Pagę,
- 2024 – uruchomiono Akademię Liderów Transformacji Przemysłowej.

Fundacja realizowała również projekty takie jak: Young Innovators, CEE Capital Market Leaders Forum, Ogólnopolskie Forum Kół Naukowych Rynku Kapitałowego, Indeks Start2Star, Lubelscy Agenci Zmiany Społecznej, CEE Fintech Leaders Forum.

## Fundacja obecnie
Misją Fundacji jest budowanie etosu pracy i wspieranie rozwoju młodych liderów poprzez łączenie pokoleń, mentoring, rozwój kompetencji przywódczych oraz tworzenie społeczności absolwentów. Fundacja prowadzi pięć głównych programów edukacyjnych:
- Akademia Liderów Rynku Kapitałowego – dla osób zainteresowanych finansami, M&A i analizą strategiczną,
- Akademia Liderów Energii – dla przyszłych liderów zrównoważonego sektora energetycznego,
- Akademia Liderów Ochrony Zdrowia – program interdyscyplinarny dla osób zaangażowanych w reformowanie systemu ochrony zdrowia,
- Akademia Liderek i Liderów ESG – dla osób zajmujących się wdrażaniem strategii ESG w organizacjach,
- Akademia Liderów Transformacji Przemysłowej – dla studentów i absolwentów kierunków technicznych zainteresowanych innowacjami przemysłowymi.

Programy Fundacji kładą nacisk na rozwój kompetencji miękkich, etycznego przywództwa i odpowiedzialności społecznej. Łącznie w projektach Fundacji uczestniczyło ponad 5000 osób.

### Społeczność alumnów
Każda osoba, która ukończyła przynajmniej jeden z programów Fundacji, uzyskuje status Alumna. Według danych Fundacji, połowa społeczności alumnów pełni funkcje kierownicze, a udział w programach skraca ścieżkę rozwoju zawodowego średnio o 30%. Alumni często wracają do Fundacji jako mentorzy, eksperci lub Partnerzy programów.

### PAGA FACTOR
Termin ten opisuje zestaw cech charakterystycznych dla społeczności Fundacji: przywództwo, pasja, przedsiębiorczość, odpowiedzialność i gotowość do budowania wspólnoty. PAGA FACTOR wyróżnia absolwentów Fundacji na rynku pracy i w życiu społecznym.

### Nagroda Lesława A. Pagi
Nagroda przyznawana jest osobom i instytucjom za osiągnięcia zawodowe, realizowane z zachowaniem najwyższych standardów etycznych oraz odpowiedzialności społecznej. Laureatami nagrody są m.in.:
- Brunon Bartkiewicz
- Joanna i Wojciech Klimasowie
- Jacek Socha
- Łukasz Wilkowicz
- Jakub Papierski
- Joanna Solska
- Zbigniew Jagiełło
- Giełda Papierów Wartościowych w Warszawie
- Marek Belka
- Zygmunt Solorz
- Janusz Lewandowski
- Józef Wancer
- Leszek Balcerowicz